# コレット・水瓶座の女
『コレット・水瓶座の女』（原題：Becoming Colette）は、1991年製作のアメリカ・フランス・ドイツ合作映画。

## キャスト
- シドニー・ガブリエル・コレット：マチルダ・メイ
- ウィリー：クラウス・マリア・ブランダウアー
- 父：ジャン＝ピエール・オーモン
- ポラール・ソーレル：ヴァージニア・マドセン
- ジャン：ポール・リース